# Lejeunea byssiformis
Lejeunea byssiformis là một loài Rêu trong họ Lejeuneaceae. Loài này được Grolle & Mizut. mô tả khoa học đầu tiên năm 1977.